# Christelle Vougo Anet
Christelle Vougo, née en 1977, est une cheffe cuisinière et une cheffe d’entreprise ivoirienne.

## Biographie
Née en 1977, elle se rend en 1996 aux États-Unis et y effectue des études universitaires à l’université d'État de Géorgie, à Atlanta, en comptabilité. 
Elle décide de s’orienter vers le monde de la restauration. Elle travaille dans plusieurs établissements, de serveuse en manager, puis en achète un en 2005, avec son mari Frank Anet comme associé. Mais la crise des subprimes affecte l’activité à partir de 2007,.
En 2010, elle et son mari décident de rentrer en Côte d’Ivoire. Le moment coïncide avec une crise politique, et économique, la crise ivoirienne de 2010-2011. Ils se réfugient un moment au Togo, puis reviennent à Abidjan et se lancent. Ils ouvrent leur premier restaurant, Norima, conçu comme un bisto américain. 
En 2012 , ils ouvrent Saakan, sur un concept, cette fois, de restaurant semi-gastronomique africain,  « chic, mais pas chôcô [chic imitant l’occident] ». L’accueil est favorable. Christelle Vougo et son mari envisagent, dès lors, de créer une chaîne de restaurants et le couple, pendant 3 ans, s’y prépare. En 2015, un autre restaurant ouvre, le Zanda, avec un service traiteur. Puis le Thaimaya, sur un concept différent, abandonné en 2016, au profit du Mondial, avec une carte internationale,,. Ces restaurants sont prisés par quelques personnalités, comme la première dame Dominique Ouattara, le footballeur Didier Drogba, le musicien Serge Beynaud ou encore la blogueuse Aïda Marguerite Bamba (alias Serial Foodie),. Ils sont aussi primés  aux Abidjan Restaurant Awards.
Elle raconte que : « Quand je suis rentrée à Abidjan, beaucoup m’ont dit : “Quoi ? Tu pars faire des études en Amérique et tu reviens pour cuisiner !”. Les gens s’imaginaient que tu devais forcément devenir avocat ou financier ».